# Reserva nacional Río de Los Cipreses

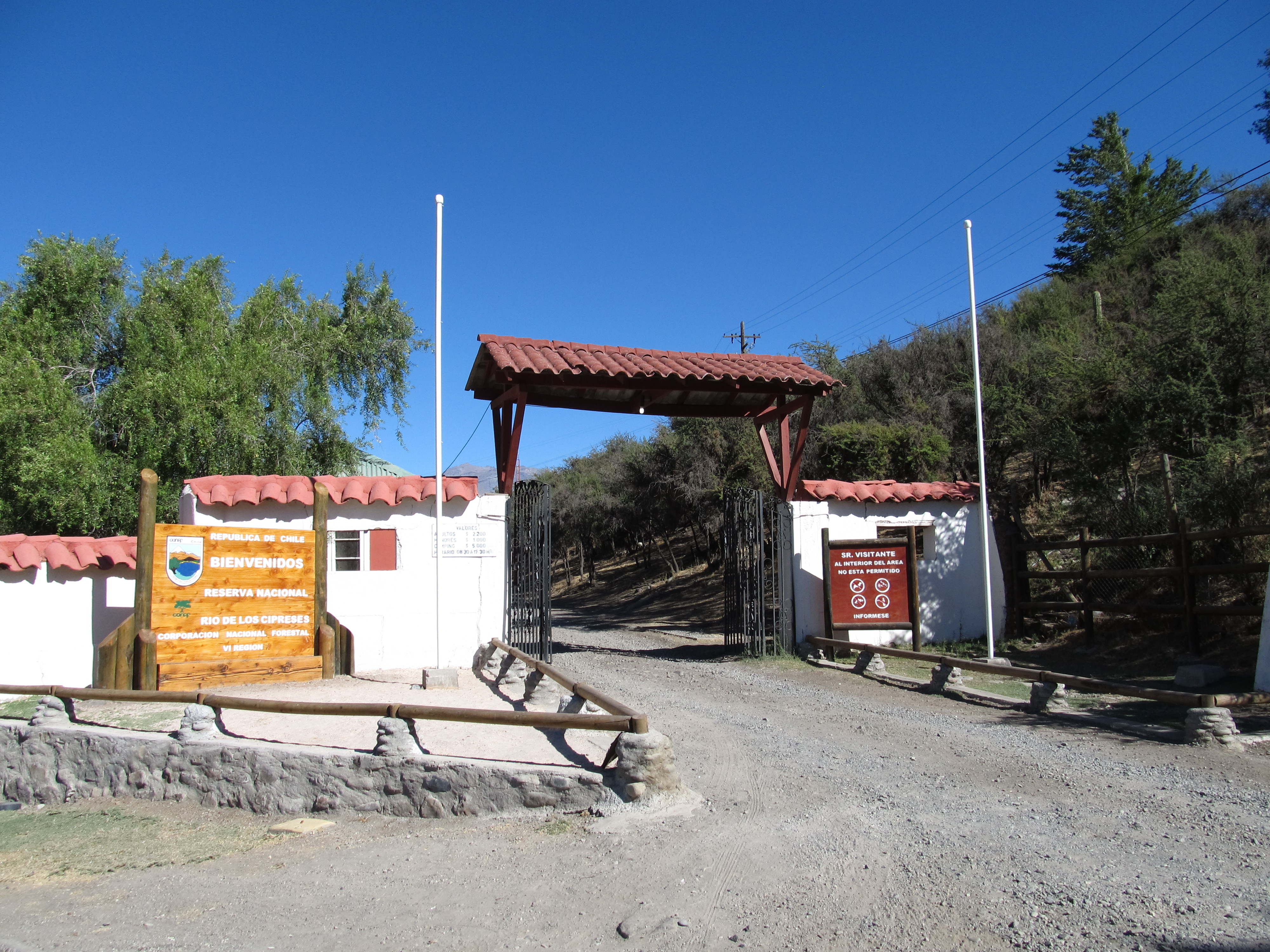
Ingreso a la reserva.

La reserva nacional Río de Los Cipreses es una área protegida chilena ubicada en la cordillera de los Andes de la Región del Libertador General Bernardo O'Higgins, a 50 km de la ciudad de Rancagua. Se puede acceder a ella mediante la Carretera del Cobre y la Ruta del Ácido. 
Esta reserva fue creada en 1985. Actualmente es resguardada por la Corporación Nacional Forestal (CONAF) que busca potenciar el desarrollo del ecoturismo en las áreas silvestres protegidas de Chile.
Al fondo de este valle, al cual se accede por un sendero angosto, apto para mulares o caballos, está el nacimiento del río Cipreses, el cual antaño brotaba al principio del valle desde el Glaciar Cipreses. Sin embargo, el glaciar ha retrocedido con los años y está actualmente encumbrado en lo alto del valle en una especie de tapón de roca que encajona lo que va quedando de este. El río aún nace directamente debajo del glaciar en un espectáculo impresionante.

## Especies
| - Fauna: - Loro tricahue - Guanaco - Zorro Cuello - Chilla - Cóndor - Pato correntino - Caiquén de Magallanes | - Flora: - Ciprés de la Cordillera - Peumo - Quillay - Litre - Frangel |

## Instalaciones
La reserva cuenta con una pequeña exposición a su entrada, en la que hay una muestra sobre la flora y fauna que se puede encontrar en la zona, además de baños para los visitantes. En este centro de información ambiental se puede encontrar una reseña histórica de la zona, objetos de conservación, una muestra osteológica, geológica y entomológica de la zona. Río de Los Cipreses cuenta con seis senderos de variada dificultad de exploración para los visitantes, con un sendero accesible para personas con movilidad reducida. La reserva también cuenta con sectores de uso público, pero no está permitido acampar, ni hacer fuego con carbón o leña. 

## Vías de acceso
- Desde Rancagua, el camino es de 40 kilómetros aproximadamente, accediendo por la Carretera del Cobre hasta Coya, desde Coya por camino hacia Pangal cruzando el río Cachapoal en el Puente Chacayes (34 km) y continuando por el camino de tierra hasta la localidad de Chacayes, cruzando las calles asfaltadas del poblado hasta la reserva.[2] El tiempo de viaje estimado desde Rancagua es de una hora.
- Desde la Autopista del Maipo se puede acceder por el enlace El Olivar a la Ruta del Ácido, hasta las Termas de Cauquenes, y luego seguir la ruta cordillerana a la reserva.[2]

## Visitantes
Esta reserva recibe una gran cantidad de visitantes chilenos y extranjeros cada año.
| Año         | 2012   | 2013   | 2014   | 2015   | 2016   | 2017   | 2018   | 2019   | 2020  | 2021   | 2022   | 2023   | 2024   |
| ----------- | ------ | ------ | ------ | ------ | ------ | ------ | ------ | ------ | ----- | ------ | ------ | ------ | ------ |
| chilenos    | 12.540 | 19.618 | 22.162 | 27.171 | 31.698 | 24.935 | 32.564 | 35.905 | 8.213 | 17.355 | 16.341 | 14.964 | 18.280 |
| extranjeros | 349    | 470    | 395    | 462    | 275    | 301    | 419    | 405    | 0     | 0      | 264    | 2.490  | 422    |
| Total       | 12.889 | 20.088 | 22.557 | 27.633 | 31.973 | 25.236 | 32.983 | 36.310 | 8.213 | 17.355 | 16.605 | 17.454 | 18.702 |